# Killection
Killection è il decimo album in studio del gruppo musicale finlandese Lordi, pubblicato nel 2020.

## Tracce
1. Radio SCG 10 – 1:23 (testo: Mr Lordi, Tracy Lipp)
2. Horror for Hire – 3:22 (testo: Mr Lordi, Tracy Lipp – musica: Mr Lordi)
3. Shake the Baby Silent – 3:36 (testo: Mr Lordi, Tracy Lipp – musica: Mr Lordi, Hella)
4. Like a Bee to the Honey – 4:13 (testo: Paul Stanley, Jean Beauvoir – musica: Paul Stanley, Jean Beauvoir)
5. Apollyon – 5:11 (testo: Mr Lordi, Tracy Lipp – musica: Mr Lordi)
6. SCG10 The Last Hour – 1:31 (testo: Mr Lordi, Tracy Lipp – musica: Mr Lordi)
7. Blow My Fuse – 3:31 (testo: Mr Lordi, Tracy Lipp – musica: Mr Lordi)
8. I Dug a Hole in the Yard for You – 4:11 (testo: Mr Lordi, Tracy Lipp – musica: Mr Lordi)
9. Zombimbo – 4:53 (testo: Mr Lordi, Tracy Lipp – musica: Mr Lordi)
10. Up to No Good – 3:58 (testo: Mr Lordi, Tracy Lipp – musica: Mr Lordi)
11. SCG10 Demonic Semitones – 1:20 (testo: Mr Lordi, Tracy Lipp – musica: Mr Lordi)
12. Cutterfly – 4:20 (testo: Mr Lordi, Tracy Lipp – musica: Mr Lordi)
13. Evil – 4:34 (testo: Mr Lordi, Tracy Lipp – musica: Mr Lordi)
14. Scream Demon – 4:38 (testo: Mr Lordi, Tracy Lipp – musica: Mr Lordi, Amen, Jean Beauvoir)
15. Carnivore (traccia bonus vinile) – 3:26
16. SCG10 I Am Here – 1:51 (testo: Mr Lordi, Tracy Lipp – musica: Mr Lordi)

## Formazione
Lordi
- Mr Lordi – voce
- Amen-chitarra
- Hiisi-basso
- Mana-batteria, cori
- Hella-tastiera

Ospiti
- Michael Monroe – sassofono (in Like a Bee to the Honey)

## Classifiche
| Classifica (2020) | Posizione massima |
| ----------------- | ----------------- |
| Finlandia         | 8                 |
| Germania          | 13                |
| Svizzera          | 24                |